# Rigel (RMS Titanic)
Rigel fue un gran perro terranova negro el cual, al parecer, salvó la vida de algunos supervivientes del hundimiento del RMS Titanic. Un testimonio de dicho acontecimiento fue publicado en el New York Herald el 21 de abril de 1912, mientras que otro apareció en el libro Sinking of the Titanic and Great sea disasters de Logan Marshall publicado el mismo año. No obstante, pese a la amplia difusión de la historia, existen dudas acerca de la veracidad de la misma e incluso acerca de la existencia de Rigel.

## Historia
Supuestamente, Rigel era propiedad de William McMaster Murdoch, primer oficial del RMS Titanic. Murdoch murió en el naufragio, si bien Rigel logró alejarse nadando de la zona de la catástrofe, permaneciendo cerca de uno de los botes salvavidas (según algunos testimonios, el bote número cuatro). Cuando el RMS Carpathia llegó a la zona del hundimiento en busca de supervivientes, Rigel empezó a ladrar. El bote salvavidas se había deslizado bajo la proa del Carpatia y corría riesgo de ser golpeado por la embarcación, estando los superviviventes demasiado exhaustos como para hacerse oír. Los ladridos de Rigel alertaron al capitán Arthur Rostron, quien ordenó parar los motores, iniciando a continuación las labores de rescate. Todos los ocupantes del bote se salvaron, siendo Rigel sacado del agua helada tras tres horas y sin ninguna secuela aparente. El perro era demasiado grande para ser sacado del agua manualmente, si bien un marinero a bordo del Carpathia, Jonas Briggs, logró colocar una lona debajo de su vientre, gracias a lo cual fue finalmente subido a bordo.
La historia, no obstante, es objeto de controversia. El relato ha sido frecuentemente atribuido al rescatador de Rigel, Jonas Briggs, quien posteriormente adoptó al perro, si bien los investigadores han encontrado dudas acerca de su intervención. En los registros no consta ningún Jonas Briggs como trabajador a bordo del Carpathia en aquel momento. Sumado a esto, ninguno de los supervivientes rescatados del bote número cuatro mencionó la existencia de un perro en sus testimonios, por lo que la historia podría ser ficticia.
Otra teoría, defendida mayormente por Stanley Coren, sostiene que el maestro armero del Carpathia, John Brown, adoptó a Rigel, siendo Briggs en realidad el nombre de uno de los pasajeros a bordo de los botes salvavidas. Según esta teoría, John Brown se retiró poco después del desastre del Titanic llevándose a Rigel a su casa, ubicada en una zona rural de Escocia, donde el perro vivió hasta una edad avanzada.